# Velvet Buzzsaw
Velvet Buzzsaw is een Amerikaanse satirische thriller-horrorfilm uit 2019 die geschreven en geregisseerd werd door Dan Gilroy. De hoofdrollen worden vertolkt door Jake Gyllenhaal, Rene Russo en Zawe Ashton.

## Verhaal
De jonge, ambitieuze kunsthandelaar Josephina werkt voor galeriehoudster Rhodora Haze, maar heeft moeite haar te imponeren. Op een dag treft ze in haar appartementencomplex kluizenaar Vetril Dease dood aan. In zijn woning vindt ze een grote verzameling door hem gemaakte schilderijen. Voor ze iemand inlicht over Dease' overlijden, steelt ze zijn werk. Ze laat dat de volgende dag zien aan Rhodora en aan haar vriend, de invloedrijke kunstrecensent Morf Vandewalt. De drie spreken af dat Rhodora en Josephina de schilderijen gaan verkopen. Een deel houden ze achter om de schijn te wekken dat het om zeldzaam werk gaat. Morf schrijft daarnaast een catalogus om de populariteit van Dease op te zwepen en zo de marktwaarde van de schilderijen verder te verhogen. In ruil daarvoor krijgt hij het recht om er een boek over te schrijven.
Het werk van Dease wekt bewondering bij kunstenaar Piers, curator Gretchen en klusjesman Bryson. Die laatste krijgt opdracht om een deel van Dease' werken naar een opslagruimte te brengen. Onderweg besluit Bryson een schilderij achterover te drukken. Dit vat vlam door as van zijn sigaret en verbrandt daarna zijn shirt. Nadat hij crasht bij een benzinepomp, spoelt hij zijn wonden bij een wasbak in het toilet. De apen die staan afgebeeld op een schilderij aan de muur grijpen hem. De volgende dag blijkt hij vermist.
Morf komt achter het levensverhaal van Dease. Nadat diens moeder en zusje omkwamen bij een huisbrand, groeide hij op in een weeshuis tot hij in militaire dienst ging. Twee jaar later spoorde hij zijn vader op en martelde hem dood. Dease werd opgenomen in een inrichting, waar er twintig jaar medische experimenten op hem werden uitgevoerd. Nadat hij vrijkwam, woonde hij de rest van zijn leven alleen in zijn appartement. Jon Dondon is een concurrent van Rhodora. Hij heeft een privédetective ingehuurd die hem hetzelfde verhaal vertelt. Hij wil dit naar buiten brengen om de waarde van Rhodora's schilderijen te minimaliseren. Voor hij dit kan doen, verschijnt er vanuit het niets een hand vanaf het plafond die hem ophangt aan zijn stropdas. Morf verneemt van een analiste dat Dease bloed gebruikte in zijn schilderijen.
Gretchen bezorgt de stadsgalerij het recht om werken van Dease tentoon te stellen, in ruil voor ruimte  voor een kunstwerk van haar eigen klant. Dit bestaat uit een zilverkleurige bal waar kijkers een arm in kunnen steken. Wanneer ze dit zelf doet, verliest ze haar arm en bloedt ze dood. Hierna komen ook de anderen die wilden profiteerden van Dease' werk om. Josephina versmelt in een graffitischildering en Morfs nek wordt gebroken door 'Hoboman', een pop uit de tentoonstelling. Rhodora ziet een verband en laat alle kunstwerken van Dease uit haar huis verwijderen. Ze heeft een tatoeage in haar nek van een cirkelzaag, een herinnering aan de band waarvan ze vroeger deel uitmaakte, Velvet Buzzsaw. Wanneer deze begint te draaien, snijdt die haar open en sterft ook zij.

## Rolverdeling
| Acteur          | Personage                |
| --------------- | ------------------------ |
| Jake Gyllenhaal | Morf Vandewalt           |
| Zawe Ashton     | Josephina                |
| Rene Russo      | Rhodora Haze             |
| Tom Sturridge   | Jon Dondon               |
| Toni Collette   | Gretchen                 |
| Natalia Dyer    | Coco                     |
| Daveed Diggs    | Damrish                  |
| John Malkovich  | Piers                    |
| Billy Magnussen | Bryson                   |
| Sydney Lemmon   | assistent van Jon Dondon |

## Productie
In juni 2017, enkele maanden voor de première van Gilroy's film Roman J. Israel, Esq. (2017), raakte bekend dat de regisseur opnieuw zou samenwerken met Jake Gyllenhaal en zijn echtgenote Rene Russo, het duo waarmee hij eerder al Nightcrawler had gemaakt. Enkele dagen later sleepte streamingdienst Netflix het filmproject in de wacht.
In november 2017 verklaarde Gilroy dat de film zich zou afspelen in de kunstwereld van Los Angeles en vergeleek hij het project met de Robert Altman-film The Player (1992).
In maart 2018 werd de rest van de ensemblecast bekendgemaakt. Onder meer Zawe Ashton, Natalia Dyer, Tom Sturridge, Daveed Diggs, Toni Collette, John Malkovich en Billy Magnussen werden aan het project toegevoegd. Diezelfde maand gingen de opnames in Los Angeles van start.
De film ging op 27 januari 2019 in première op het Sundance Film Festival. Sinds 1 februari 2019 is de film ook beschikbaar via Netflix.